# Frost/Nixon (obra)
Frost/Nixon es una obra de teatro escrita por el dramaturgo británico Peter Morgan. La obra trata sobre las entrevistas realizadas por David Frost al ex-presidente de los Estados Unidos Richard Nixon en 1977 sobre su administración, particularmente sobre su papel en el escándalo Watergate.

## Producciones
La obra fue estrenada en el teatro Donmar Warehouse en Londres en agosto de 2006, siendo dirigida por Michael Grandage y protagonizada por Michael Sheen como el presentador televisivo y a Frank Langella como Nixon. Frost/Nixon recibió críticas positivas de la prensa británica y fue transferida al Teatro Gielgud en West End, con los mismos protagonistas.
El 31 de marzo de 2007, la obra fue prestrenada en Broadway y abrió oficialmente en el Bernard B. Jacobs Theatre (Teatro Bernard B. Jacobs) el 22 de abril, permaneciendo en cartelera durante 137 presentaciones hasta el 19 de agosto. El reparto estaba compuesto de Langella, Sheen, Rene Auberjonois (como John Birt), Shira Gregory (Evonne Goolagong), Corey Johnson (Jack Brennan), Stephen Kunken (James Reston, Jr.), Stephen Rowe (Irving Paul Lazar/Mike Wallace), Triney Sandoval (Manolo Sanchez), Armand Schultz (Robert Zelnick) y Sonya Walger (Caroline Cushing).
La TimeLine Theatre Company de Chicago realizó una producción de la obra, la cual permaneció en cartelera desde el 21 de agosto hasta el 10 de octubre de 2010.

## Premios y candidaturas

### Premios Tony
- Mejor obra de teatro (Peter Morgan) - Candidato
- Mejor actor principal en una obra de teatro (Frank Langella) - Ganador
- Mejor dirección de una obra de teatro (Michael Grandage) - Candidato

### Drama Desk Awards
- Mejor obra nueva (Peter Morgan) - Candidato
- Mejor actor en una obra (Frank Langella) - Ganador
- Mejor director de una obra (Michael Grandage) - Candidato
- Mejor música (Adam Cork) - Candidato

### Drama League Awards
- Mejor producción - Nominado
- Mejor actuación (Stephen Kunken) - Candidato
- Mejor actuación (Michael Sheen) - Candidato

### Outer Critics Circle Award
- Mejor obra de Broadway - Candidato
- Mejor actor en una obra (Frank Langella) - Ganador
- Mejor actor de reparto en una obra (Stephen Kunken) - Candidato
- Mejor dirección de una obra (Michael Grandage) - Candidato
- Mejor diseño de iluminación (Neil Austin) - Candidato

## Adaptación cinematográfica
Ron Howard dirigió una adaptación cinematográfica de la obra, la cual fue estrenada en 2008 y fue producida por Imagine Entertainment y Working Title Films. Langella y Sheen repitieron sus papeles en el filme.